# Magpet
Libungan is een gemeente in de Filipijnse provincie Cotabato op het eiland Mindanao. Bij de laatste census in 2007 had de gemeente ruim 44 duizend inwoners.

## Geografie

### Bestuurlijke indeling
Magpet is onderverdeeld in de volgende 32 barangays:
| - Alibayon - Amabel - Bagumbayan - Balete - Bangkal - Bantac - Basak - Binay - Bongolanon - Datu Celo - Del Pilar - Doles - Don Panaca - Gubatan - Ilian - Imamaling | - Inac - Kamada - Kauswagan - Kinarum - Kisandal - Magcaalam - Mahongcog - Manobisa - Manobo - Noa - Owas - Pangao-an - Poblacion - Sallab - Tagbac - Temporan |

## Demografie
Magpet had bij de census van 2007 een inwoneraantal van 44.114 mensen. Dit zijn 5.141 mensen (13,2%) meer dan bij de vorige census van 2000. De gemiddelde jaarlijkse groei komt daarmee uit op 1,72%, hetgeen lager is dan het landelijk jaarlijks gemiddelde over deze periode (2,04%). Vergeleken met de census van 1995 is het aantal mensen met 8.858 (25,1%) toegenomen.

De bevolkingsdichtheid van Magpet was ten tijde van de laatste census, met 44.114 inwoners op 755,36 km², 46,7 mensen per km².